# Vans
Vans — американський виробник взуття заснований в 1966 році в місті Сайпрес, Каліфорнія, також під цим брендом випускають футболки, бейсболки, також інший одяг та аксесуари. З 2013 року компанія активно спонсорує в спортивну індустрію, вони є спонсорами BMX та мотокросових команд.
Компанія названа на честь свого засновника Пола Ван Дорена. Ван Дорен почав з випуску парусинових туфель — сліпонів і продажу їх в місцевих магазинах, які належали самій компанії.
Яскравою рисою взуття Vans стало те, що в класичних моделях поєднувалися легкий парусиновий верх з товстою підошвою. Це перетворилося надалі в характерний елемент стилю Vans. Компанія виробляє також товари для занять активними видами спорту.